# Kleine Kyll
Die Kleine Kyll (sprich: „Kill“) ist ein 23,9 km langer, orografisch rechter Nebenfluss der Lieser in Rheinland-Pfalz. Sie fließt grob parallel zur rund 10 km westlich verlaufenden Kyll, mit der sie aber keine geographische Verbindung hat.

## Geographie

### Verlauf
Die Kleine Kyll entspringt zwei Kilometer nordöstlich von Neroth auf den Höhen der Nerother Wälder im Landkreis Vulkaneifel. Sie fließt in südlicher Richtung durch die Gemeinden Neroth, Oberstadtfeld, Niederstadtfeld und Schutz und mündet südlich von Manderscheid (Landkreis Bernkastel-Wittlich) in die Lieser.

### Einzugsgebiet
Das 83,55 km² große Einzugsgebiet erstreckt sich von der Kyllburger Waldeifel bis zur Moseleifel und wird durch sie über die Lieser, die Mosel und den Rhein zur Nordsee entwässert.
Es besteht zu
- 61,33 % aus Wald
- 26,93 % aus Grünland
- 06,08 % aus Acker
- 00,38 % aus Sonderkultur
- 04,46 % aus Siedlung
- 00,38 % aus Gewässer[3]

### Zuflüsse
| Stat. in km | Name                             | GKZ       | Lage   | Länge in km | Mündung         |
| ----------- | -------------------------------- | --------- | ------ | ----------- | --------------- |
| 021,30      | Enzenbach                        | 2678412   | rechts | 002,6000    | Neroth          |
| 020,50      | Kreuzbach                        | 26784132  | rechts | 000,8000    |                 |
| 019,70      | Dehmbach                         | 267841392 | rechts | 001,0000    |                 |
| 018,20      | Winkelbach (Bach vom Birkenberg) | 2678414   | links0 | 001,5000    | Oberstadtfeld   |
| 016,60      | Risselbach                       | 26784158  | links0 | 001,3000    | Niederstadtfeld |
| 016,20      | Kälberbach                       | 2678416   | rechts | 003,9000    | Niederstadtfeld |
| 015,20      | Kerlbach                         | 26784194  | links0 | 001,0000    | Niederstadtfeld |
| 011,90      | Wallmerbach                      | 267842    | rechts | 007,2000    | Schutz          |
| 010,00      | Speicherbach                     | 267844    | rechts | 003,5000    |                 |
| 006,30      | Meerbach                         | 267846    | rechts | 004,2000    | Meerfeld        |
| 004,70      | Elbach                           | 26784712  | rechts | 002,0000    |                 |
| 002,60      | Dombach                          | 267847192 | links0 | 001,0000    | Manderscheid    |
| 001,90      | Horngraben                       | 2678472   | rechts | 002,5000    |                 |
| 000,80      | Fischbach                        | 267848    | rechts | 006,1000    |                 |

## Freizeit
Im Bereich zwischen Oberstadtfeld und Bleckhausener Mühle/Meerfeld verläuft parallel zur kleinen Kyll der Kosmosradweg.
An der Mündung des Horngrabens, südlich von Manderscheid befindet sich die Wolfsschlucht sowie ein Wasserfall.